# 坎比亚诺
坎比亚诺（意大利语：Cambiano），是意大利北部皮埃蒙特大区都灵省的一个市镇。总面积14.2平方公里，总人口6304，人口密度443.9人/平方公里（2010年12月31日）。

## 友好城市
- 義大利阿奎洛尼亚
- 義大利蒙特韦尔德